# Anitya
 (janvier 2009).
Si vous disposez d'ouvrages ou d'articles de référence ou si vous connaissez des sites web de qualité traitant du thème abordé ici, merci de compléter l'article en donnant les références utiles à sa vérifiabilité et en les liant à la section « Notes et références ».

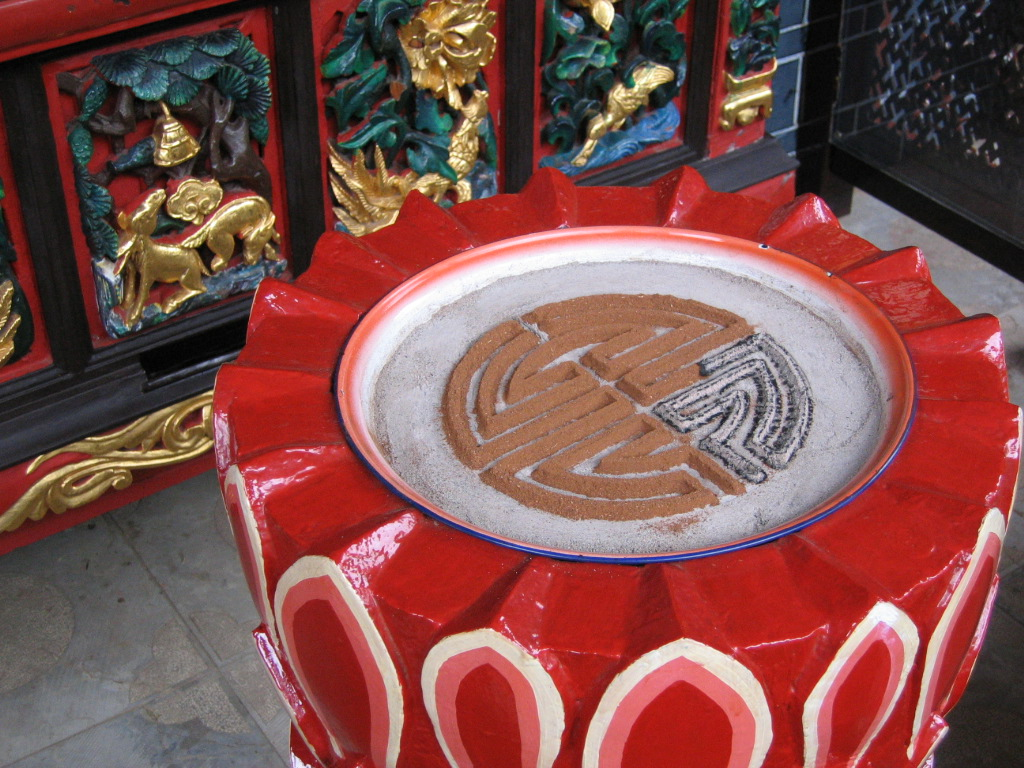
Idéogramme chinois réalisé en encens qui se consume lentement, symbolisant ainsi l’impermanence de toute chose.

Anitya (sanksrit: अनित्य (IAST : anitya), pali : anicca ; chinois simplifié : 无常 ; chinois traditionnel : 無常 ; pinyin : wúcháng ; coréen : 무상 (無常, musang) ; japonais : 無常 (mujō) ; tibétain : མི་རྟག་པ་, Wylie : mi rtag pa, THL : mitakpa), « non-éternité » ou plus généralement l’impermanence, est selon le bouddhisme la première des trois caractéristiques (trilakshana) de l'existence.
Selon Gautama Bouddha, l'attachement aux choses impermanentes est une des principales causes de la souffrance, dukkha, car ce qui est impermanent ne peut être satisfaisant. Cependant, l'impermanence permet aussi le changement : le progrès sur la voie spirituelle n'est possible que parce que comme toute chose, notre état présent non-éveillé est impermanent.

## L'impermanence selon différentes écoles

### L'impermanence dans le Theravada
L'impermanence des choses, c'est l'apparition, le passage et la transformation des choses ou la disparition des choses qui ont commencé à être ou qui ont apparu. Cela signifie que ces choses ne persistent jamais de la même façon, mais qu'elles disparaissent et se dissolvent d'un moment à l'autre (visuddhimagga)
L'impermanence est universelle et concerne tous les états conditionnés, même les plus élevés et les plus subtils :
Je ne vois nulle part de situation permanente, stable, immuable, telle qu'on puisse demeurer éternellement dans la même condition. (Alagaddûpama-sutta)
À l'impermanence est associée sa contemplation, soit l'une des dix-huit pratiques principales de vipassana. La description traditionnelle des stades de vipassana relate celui de bhanga nupassana, la contemplation de la dissolution, dans lequel le méditant s'aperçoit que les phénomènes ne font que disparaître sans cesse.

### L'impermanence dans le Mahâyâna
Comme toute école se réclamant du Bouddhisme, le Mahâyâna se base sur les Sceaux du Dharma. Selon les écoles ces Sceaux peuvent être au nombre de trois mais généralement on en dénombre quatre :
- Tout composé est impermanent,
- Tout composé est insatisfaisant,
- Tout est vide d'existence propre,
- Le nirvana est paix.

Or si on en croit le premier des quatre Sceaux du Bouddhisme, tout composé est impermanent. Le Mahayana et ses écoles de pensée comme le Madhyamika distinguent deux sens de composé : 
- composé de parties constitutives,
- composé de causes et conditions.

C'est le second sens qui est ici désigné (Voir l'enseignement de Sa Sainteté le Dalaï Lama sur les 400 Stances d'Aryadéva à Hamburg, juillet 2007, où il expose les deux sens d'« espace incomposé »).
Donc, comme on le voit dans le Madhyamakavatara de Chandrakirti, le Madhyamika envisage des phénomènes permanents qui ne sont donc pas composés de causes et conditions. C'est pourquoi seuls les phénomènes produits, ou composés (causalement) sont impermanents.
Ce qui est différent du 3e Sceau selon lequel tout est vide d'essence propre, non seulement les produits, mais aussi les phénomènes permanents, voire les inexistants qui ne possèdent pas de référent mais dépendent malgré tout d'une conscience qui les conçoivent.
Le fait d'être impermanent revient au fait de cesser au travers d'une altération naturelle et continue. 1) Cependant, certains phénomènes n'ont pas de début et peuvent avoir une fin, comme le samsara (dans ce cas là on ne dira pas que le samsara est un phénomène produit ou non produit mais qu'il est simplement une aberration temporaire de l'état naturel). 2) D'autres phénomènes peuvent avoir un début mais ne pas cesser, comme le nirvana réalisé par un accompli, ou encore les qualités d'un Bouddha. 3) Quelque chose peut aussi ne pas avoir de début ni de fin: comme le nirvana naturel de tout ce qui est, la vacuité en général; 4) et quelque chose peut avoir un début et une fin, comme les phénomènes produits et donc sujets à l'impermanence.
On distingue dans le Mahayana surtout deux formes d'impermanence : 
- l'impermanence grossière (tib.: mitakpa rakpa)
- l'impermanence subtile (mitakpa thrawa).

L'impermanence grossière fait partie des phénomènes évidents (ngeungyour) qui nous apparaissent directement, de manière sensorielle. Par exemple, on voit un verre se casser, on perçoit la fin d'un son, le mouvement des nuages, etc.
L'impermanence subtile fait partie des phénomènes semi-cachés, qui n'apparaissent pas à notre perception directe mais que nous avons la possibilité d'appréhender au travers de l'inférence logique, ou déduction.
Par exemple, comme nous voyons une fleur faner, ou notre corps vieillir, nous constatons que cette altération ne s'est pas faite d'un seul coup. Et donc nous savons que le processus d'altération, d'impermanence se fait de manière continue et insensible. Nous en venons alors à étudier ce phénomène et nous comprenons que, dans notre réalité relative, tel effet naît d'une cause mais ne peut pas naître d'une cause permanente. En effet, si la graine restait graine pour toujours, la pousse n'aurait jamais l'occasion d'apparaître. Donc la graine doit cesser pour que l'effet advienne. Et comme la cause est impermanente, son effet l'est aussi forcément.
Il devient alors à son tour la cause évanescente d'un nouvel effet, etc.
Nous ne percevons pas directement cette impermanence subtile car chaque phénomène produit est un continuum dont les instances, bien que différentes, sont similaires (tib. dèndra shenjoung): de telle sorte que cette continuité ne nous apparaît pas d'emblée comme en une altération ininterrompue. Nous ne le remarquons qu'au moment où l'objet perçu finit par être assez différent de celui que nous avions vu auparavant. Comme une ride ou une fleur en train de faner.
Constater l'impermanence et réaliser son emprise sur tous les produits et donc sur nous-mêmes et notre précieuse existence humaine permet de développer le renoncement et la persévérance dans la culture de l'altruisme: la volonté d'œuvrer aujourd'hui même de manière constructive afin de réaliser la félicité éternelle et celle de tous les êtres.
Voir à propos de l'impermanence les Düra tibétains (Compendiums de débats) qui se fondent sur l'Abhidharma et ses commentaires indiens.

### L'impermanence dans le bouddhisme tibétain
Dans le bouddhisme tibétain, et plus spécifiquement dans les pratiques préliminaires communes du Mahamoudra, la mort et l'impermanence sont le sujet de la deuxième méditation.
« Deuxièmement, ce monde et tout ce qu'il contient est transitoire

Tout particulièrement la vie des êtres est aussi fragile qu'une bulle

L'instant de notre mort est imprévisible et, lorsqu'elle survient, nous ne sommes plus qu'un cadavre

Puisque c'est le dharma qui nous est bénéfique alors pratiquons-le avec ardeur. »
On retrouve la méditation sur l'impermanence dans le Lam Rim (étapes de la Voie) des quatre ordres tibétains en dehors de l'école Bönpo (encore qu'il en soit sans doute aussi question dans le Shang Shoung Nyen Gyü beunpo). Ces Lam Rims synthétisent de manière cohérente tous les enseignements du Bouddha, Suttas palis, Sutras sanskrits et Tantras.
Par exemple pour l'école Nyingmapa : 
- Le Chemin de la Grande Perfection, Dza Patrul Rimpoché (éd. Padmakara).
- ou aussi Treasury of Precious Qualities, Jigme Lingpa (éd. Padmakara).

pour l'école Kagyupa : 
- Le Précieux ornement de la libération, Gampopa Sonam Rinchen (éd. Padmakara).
- Et si vous m'expliquiez le bouddhisme ?, Ringou Tulkou Rimpotché (éd. Nil).
- La Voie du Bouddha, Kalou Rinpoché (éd. Seuil).
- Le Dharma, Kalou Rinpoché (éd. Kunchab).

pour l'école Sakyapa : 
- Triple vision-
- Triple ligne, Ngor Tchen Könchog Lhundrup (éd. Centre Bouddhiste Tibétain).
- The Three Levels of Spiritual Perception, Deshung Rinpoché (éd. Wisdom).

et pour l'école Gelugpa : 
- Le Grand livre de la progression vers l'éveil (T. I et II), Djé Tsongkhapa (éd. Dharma).
- La Voie de la félicité, S.S. le Dalaï Lama (éd. Pocket).
- La Voie de la lumière, S.S. le Dalaï Lama (éd. J'ai Lu).
- Le Monde du bouddhisme tibétain, S.S. le Dalaï Lama (éd. Pocket).

L'impermanence constitue donc l'une des 4 pensées qui détournent du samsara (tib. lo dok nam shi):
1. La précieuse existence humaine (pourvue des 8 libertés et des 10 attributs).
2. reconnaître sa fragilité,
3. l'inéluctabilité du karma,
4. les souffrances du samsara. (3 et 4 peuvent être intervertis).

L'impermanence et la mort doivent être l'aiguillon qui incite le pratiquant à profiter de cette vie présente pour faire des choses constructives et salutaires.

## Symbole
La fleur est un symbole de l'impermanence - épanouie aujourd'hui, fanée demain - et c'est pourquoi les fleurs forment une des offrandes traditionnelles au Bouddha et se trouvent presque toujours sur les autels bouddhiques.
On notera aussi la présence abondante de fleurs dans les cimetières chrétiens, la mort étant intimement liée à la notion d'impermanence.[réf. nécessaire]

## Critique

### Critique par la philosophie hindoue Nyâya
La philosophie hindoue Nyâya réfute la non-permanence de tous les objets ou que tout soit impermanent ; selon la philosophie Nyâya, la détermination du permanent et de l'impermanent dépend de la perception, et on ne peut réfuter le permanent qui est ce grâce à quoi on perçoit l'impermanence ou « la propriété d'apparaître et de disparaître » ; selon Pakṣilasvāmin Vātsyāyana, l'affirmation d'une impermanence absolue est en elle-même illogique :

« Dans la mesure où l'impermanence de toute chose est permanente, du fait même de cette permanence, il n'est pas vrai que toute < chose > soit impermanente. Si < par ailleurs on dit que cette impermanence > est impermanente, tout objet sera permanent au moment où cette < impermanence > n'existe pas. »

— Pakṣilasvāmin Vātsyāyana, Nyâya-Bhâshya.
Face à la graine disparaissant pour devenir pousse, ou le lait détruit qui devient caillé, il semble que l'impermanence soit totale ; mais ce n'est pas le cas pour les adeptes de la philosophie Nyâya, car un substrat demeure qui permet ce changement, Pakṣilasvāmin Vātsyāyana précisant : « S'il y avait complète destruction < d'une substance >, la production d'une nouvelle substance sans connexion < avec les aṇu > ne se produirait pas » .
La philosophie Nyâya considère que le monde dans lequel nous vivons n'est pas illusoire malgré l'impermanence des choses (mais est source d'illusions l'égoïté de notre propre perception aveuglée qui prend le non-Soi pour le Soi), ni même que les rêves soient absolument illusoires ou fondamentalement faux : tout a une base sur la réalité, le mirage d'un lac n'existe que parce qu'un lac existe bien quelque part (le mirage a une contrepartie réelle, une base préalable) ; un rêve est ainsi « un objet qu'on a expérimenté précédemment », et, ce faisant « l'objet perçu dans un rêve a déjà été expérimenté et cette perception < bien que n'étant qu'un rêve > ne justifie pas qu'on dénie l'existence de cet objet », la vie dans le rêve étant comparable à la vie dans le monde temporel des changements : on peut donc avoir confiance en l'existence des choses telles qu'elles sont connues par les sens et nommées par le langage (c'est là une clé de voûte de la logique brahmanique, hindoue) .
Pakṣilasvāmin Vātsyāyana donne un exemple pour démontrer qu'il y a une permanence réelle derrière l'impermanence des choses : si l'on prend une colonne pour un homme (comme on prend le non-Soi pour le Soi permanent), cette perception erronée est quand même fondée « sur une < perception > principale (celle où l'on dit d'un homme qu'il est un homme) » car si l'on n'avait jamais perçu un homme, « il ne serait pas possible de reconnaître < même faussement > un homme dans quelque chose qui n'est pas un homme » : une fois que l'on a réalisé qu'il s'agissait d'un rêve ou d'une mauvaise perception (que l'on accède à la connaissance juste détruisant la fausse connaissance), l'« éveil » abolit « l'objet imaginé pendant le rêve [ou l'identification du Soi à l'éphémère] mais non l'objet qui a comme caractéristique de ressembler à < l'objet de ce > domaine » : le cosmos a bien une réalité tangible et concrète, même une fois que l'on s'en est libéré après l'Éveil ou l'Illumination .